# 樊震
樊震，魏晉人物，早期為鄧艾麾下，並參與滅蜀之戰，咸寧年間以積射將軍身份擔任西戎牙門將一職。
樊震擔任西戎牙門將時，向晉武帝司馬炎辭別，被武帝問道出身來歷，樊震自述曾經是鄧艾滅蜀時期的帳下武將。及後被武帝再追問鄧艾事蹟，樊震為澄清鄧艾的忠心時落淚。